# Fourcès
Fourcès é uma comuna francesa na região administrativa da Occitânia, no departamento de Gers. Estende-se por uma área de 23.72 km², e possui 261 habitantes, segundo o censo de 2018, com uma densidade de 11 hab/km².